# Angoares
Angoares (oficialmente San Pedro de Angoares) es una parroquia española del municipio de Puenteareas, perteneciente a la provincia de Pontevedra, en la comunidad autónoma de Galicia.

## Historia
Hacia mediados del siglo XIX, la parroquia, ya por entonces perteneciente a Puenteareas, tenía contabilizada una población de 376 habitantes. Aparece descrita en el segundo volumen del Diccionario geográfico-estadístico-histórico de España y sus posesiones de Ultramar de Pascual Madoz con las siguientes palabras:

ANGOARES (san Pedro de): felig. en la prov. de Pontevedra (5 leg.), dióc. de Tuy (3), part. jud. y ayunt. de Puenteareas (1/4): sit. sobre la márg. izq. del r. Tea: su clima sano, aunque frio y húmedo; comprende entre otros l. y cas. de Abilleira, Balboa, Castiñeira, Carballal, Curejeira, Mosteiro, Ponte de Veiga y Tras de Searas, que reunen sobre 80 casas: la igl. parr. (San Pedro) está servida por un cura amovible, nombrado por el cabildo cated. de Tuy: el térm. confina con Puenteareas, San Mateo de Oliveira, San Martin de Moreira y con el indicado r., al cual baja á unirse al Angoares, que corre por el térm. de esta felig.: el terreno que participa de monte y llano, es bastante fértil y no carece de arbolado: los caminos son locales, y el correo lo recibe en la cap. del part. Prod. maíz, vino, trigo, centeno, cebada, habichuelas, otras legumbres, y varias frutas y hortaliza: cria ganado vacuno y de cerda; hay caza de conejos y perdices, y se pescan anguilas, lampreas y truchas: pobl. 85 vec., 376 alm. contr. con su ayunt. (V.).
(Madoz, 1845, p. 311)

En 2023, tenía empadronados 492 habitantes.